# Gonatus
Genre
Gonatus est un genre de calmars de la famille des gonatidés. Il comprend 12 espèces.

## Espèces
Selon World Register of Marine Species (16 mai 2016) :
- Gonatus antarcticus Lönnberg, 1898
- Gonatus berryi Naef, 1923
- Gonatus californiensis Young, 1972
- Gonatus fabricii (Lichtenstein, 1818)
- Gonatus kamtschaticus (Middendorf, 1849)
- Gonatus madokai Kubodera & Okutani, 1977
- Gonatus middendorffi Kubodera & Okutani, 1981
- Gonatus onyx Young, 1972
- Gonatus oregonensis Jefferts, 1985
- Gonatus pyros Young, 1972
- Gonatus steenstrupi Kristensen, 1981
- Gonatus ursabrunae Jefferts, 1985

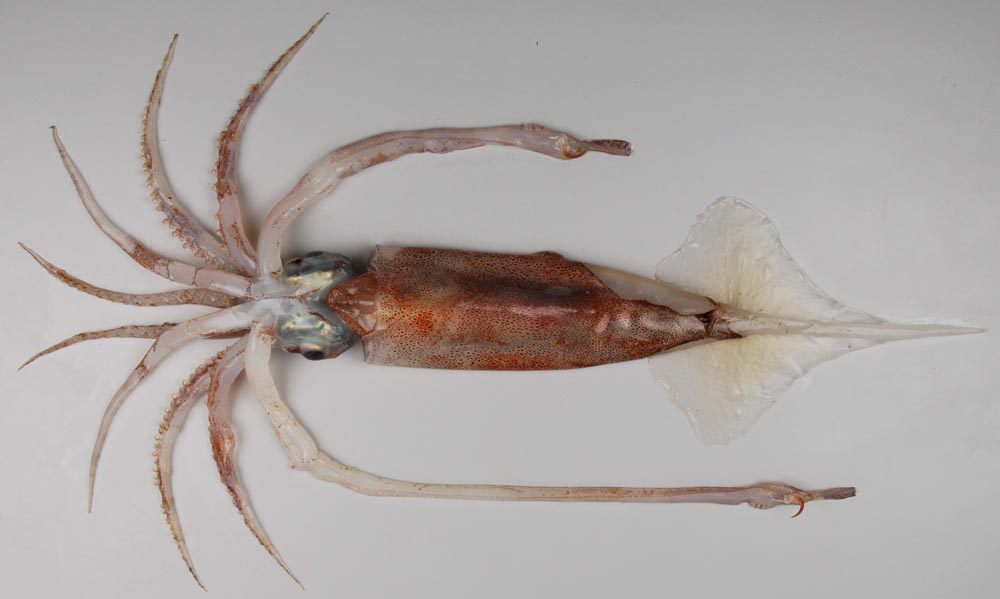
Gonatus antarcticus
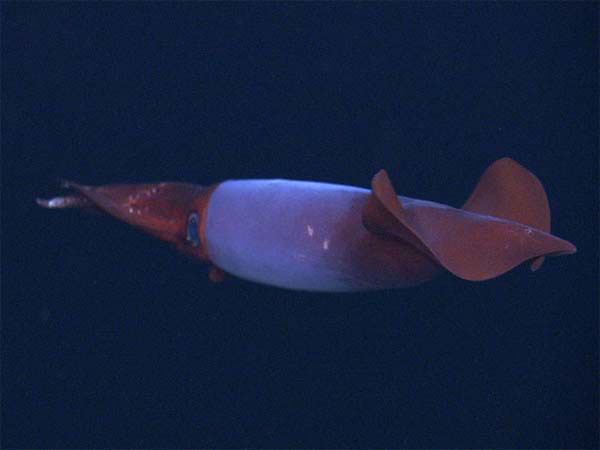
Gonatus fabricii
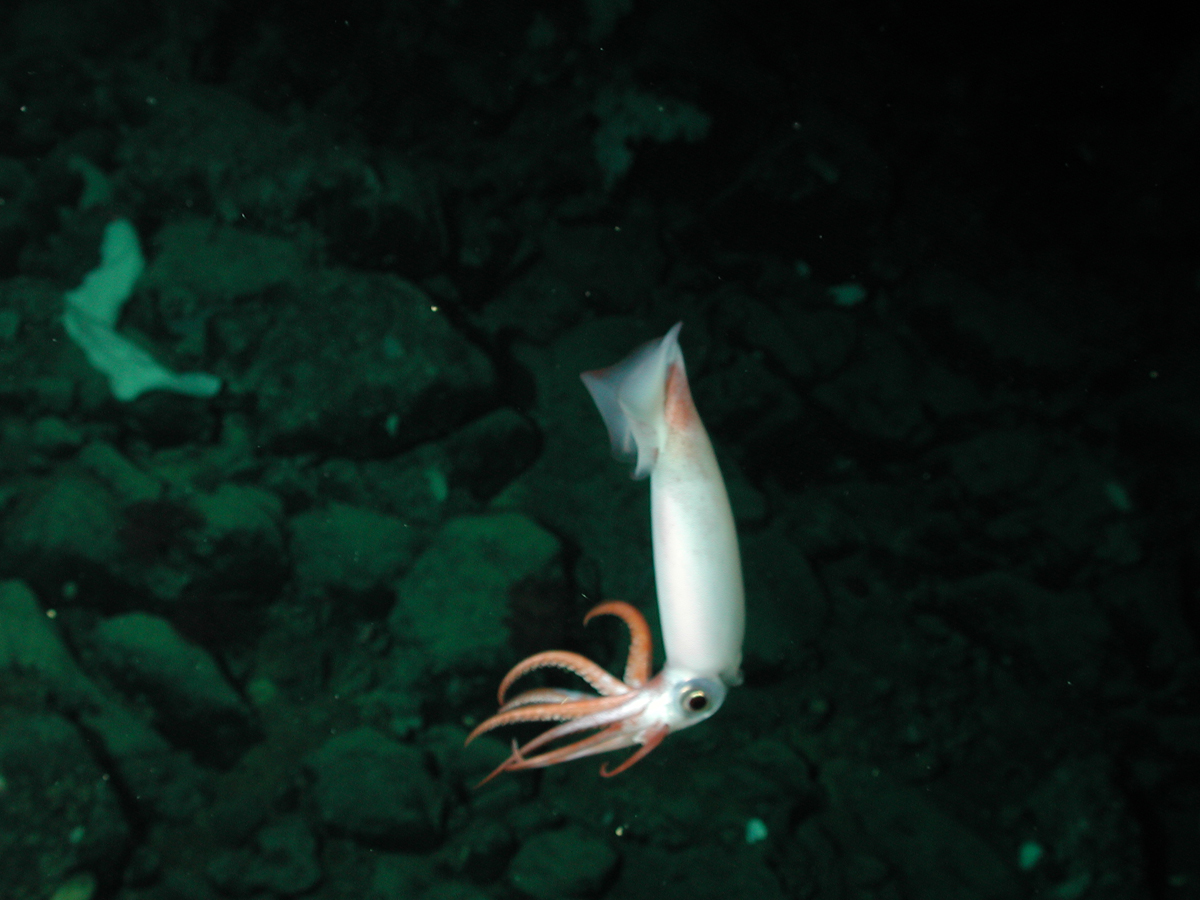
Gonatus onyx